# MAC адрес
Media Access Control адрес или накратко MAC адрес е уникален идентификатор на всеки мрежови адаптер. Използва се в едноименния протокол Media Access Control protocol, който е част от каналния слой на OSI модела. MAC адресите се използват при повечето мрежови технологии, базиращи се на IEEE 802 стандарта, напр. Ethernet, Wi-Fi и Bluetooth.
При изписване представлява дванадесет символа в шестнадесетична бройна система.
Пример: 00-17-31-9B-00-7E
Първите шест символа дават информация за производителя на хардуера, а останалите шест са уникални и се предполага, че няма два адаптера с еднакъв MAC адрес. Много често изглежда така – 6 символа име на производител, следвано от останалите 6 символа.
Пример: за Cisco EC:4C:42
MAC адресът се използва от комутаторите (суичовете) за определяне на пътя, по който да минават пакетите информация, за да достигнат крайната точка.